# Ilam (Distrikt)
Der Distrikt Ilam (Nepali इलाम IAST ilām anhörenⓘ) ist ein Distrikt in Nepal und gehört seit der Verfassung von 2015 zur Provinz Koshi.

## Geographie
Er hat eine Fläche von 1703 km² und hatte im Jahr 2001 282.806 Einwohner. Der Verwaltungssitz des Distrikts ist die gleichnamige Stadt Ilam. Der Distrikt liegt rund 600 Kilometer östlich der nepalesischen Hauptstadt Kathmandu und grenzt an die nepalesischen Distrikte Jhapa, Panchthar und Morang sowie den westbengalischen Distrikt Darjiling.
Ilam erstreckt sich von der fruchtbaren Terai-Ebene bis in das hügelige Vorland des Himalaya. Der höchste Punkt des Distrikts liegt rund 3000 m über dem Meeresspiegel. Die Region wird wegen seiner seltenen Vogelarten und wegen des dort heimischen Kleinen Pandas häufig von Naturforschern besucht. Der Name Ilam stammt aus dem Limbu und bedeutet „kurvenreiche Straße“.

## Politik und Wirtschaft
Ilam gehört zu den ökonomisch am weitesten entwickelten Regionen in Nepal. Der dort angebaute Tee wird als Ilam Tea auch nach Europa exportiert. Neben Tee werden im Distrikt auch Kardamom, Ingwer und Kartoffeln angebaut sowie Milch produziert. In religiöser Hinsicht hat der Devi-Tempel eine besondere Bedeutung als Pilgerstätte. Eine touristische Attraktion stellt der Mai-Pokhari-See dar, der als „Wohnsitz der Göttin“ gilt.
Während des Bürgerkriegs von 1994 bis 2006 war Ilam häufig in den Medien, da die Maoisten, die einen Bauernaufstand gegen die Monarchie führten, in der Region aktiv waren.

## Verwaltungsgliederung
Städte im Distrikt Ilam:
- Deumai
- Ilam
- Suryodaya
- Mai

Gaunpalikas (Landgemeinden):
- Phakphokthum
- Mai Jogmai
- Chulachuli
- Rong
- Mangsebung
- Sandakpur